# Speleomantes imperialis
Speleomantes imperialis е вид земноводно от семейство Безбелодробни саламандри (Plethodontidae). Видът е почти застрашен от изчезване.

## Разпространение и местообитание
Разпространен е в Италия.
Обитава гористи местности и пещери в райони с умерен климат.

## Описание
Популацията на вида е стабилна.